# 魚腩部隊
魚腩部隊，簡稱魚腩，通常指競賽中，一些成績十分差、輸多贏少、實力明顯比其他對手弱很多的參賽隊伍。此語彙常見於體育競賽的評述中，魚腩原指食用魚的魚腹部位。魚腹的特點是肉較厚，且魚骨較少，容易食用，引伸形容競賽中一些實力明顯較弱，每戰多敗的參賽隊伍，對手要戰勝這些隊伍如同食用魚腩一樣沒有難度，故形容這些參賽隊伍為「魚腩部隊」。

## 流行文化
- 在日本，朝日電視台有一齣短篇喜劇類型的電視劇名為，中文譯作《魚腩部隊開波》，由深田恭子主演。

- 山西豆腐隊

「山西豆腐隊」是一支虛構的足球隊，出現於2001年香港電影《少林足球》中。片中的山西豆腐隊與少林隊在「全國超級盃足球大賽」的第一圈對決。由谷德昭飾演的山西豆腐隊隊長開賽前對於少林隊相當不屑，卻在中圈開球後立即被少林隊迅速攻入第一球，其後更不斷被少林隊破門，入球過程令山西豆腐隊隊長感到難以置信，說出「幻覺嚟㗎啫，嚇我唔到嘅」（只是幻覺而已，嚇不到我的；這句最先出現在1996年周星馳電影《食神》，為谷德昭飾演的「唐牛」的對白）和「唔好咁啦你地，我想踢波呀」（你們別這樣，我想踢球啊）這些對白，後來都成為該電影的經典金句，並一直流傳。
而最終山西豆腐隊以0:40落敗，由於劇情深刻，「山西豆腐隊」時常成為魚腩部隊的代名詞，而電影中謝賢飾演的「強雄」得悉比賽結果後，說出對白「咩話，四十比零？」（什麼？四十比零？），亦成為另一經典金句。「山西豆腐隊」一詞從此成為流行文化。
- 聖馬力諾之心，由香港流行音樂樂隊Dear Jane主唱，翁厚樑作曲，黃偉文填詞（最佳成績︰2021年7月10日（第28週）903專業推介 亞軍）
  - 黃偉文「再戰情場」同類作品︰艦隊，梁漢文主唱，雷頌德作曲（最佳成績︰2004年11月6日（第45週）903專業推介 冠軍）